# Short Crusader
Dimensions
Le Short Crusader, appelé aussi Short Bristow Crusader ou Short-Bristol Crusader, est un hydravion de course anglais, construit par Short Brothers pour participer à la Coupe Schneider de 1927. Bien qu'il ne s'agisse pas à proprement parler d'un avion historique, le Crusader fut un appareil important dans le développement du moteur Mercury, élément clé des hydravions britanniques des années 1930.

## Contexte
Sous la pression de l'opinion publique, le gouvernement britannique décida de revenir sur la participation de la Grande-Bretagne à la Coupe Schneider. Les deux candidats anglais de 1927, Short et Supermarine, choisirent des développements distincts avec deux types de moteurs très différents.
Bien que les moteurs en ligne possédaient un avantage évident pour les avions à grande vitesse en raison d'une surface frontale plus petite, Roy Fedden, l'ingénieur responsable du développement des avions chez Bristol Aircraft, ne voulait pas laisser l'initiative exclusive du développement des moteurs à Rolls-Royce et Napier. Il parvint à obtenir un contrat pour une version améliorée du moteur radial à neuf cylindres Bristol Mercury. Les premières versions de production de ce moteur produisaient 420 ch. Le même moteur amélioré produisait 960 ch (720 kW) sur le banc de test, bien qu'en vol il fut volontairement bridé à 810 ch (600 kW).
Le projet d'un hydravion de course utilisant ce moteur fut confié au Lieutenant-Col. W. A. Bristow, ingénieur-conseil et W.G. Carter. Soumise au ministère de l'Air au début de 1926, la conception fut acceptée et un contrat pour la construction d'un prototype fut signé. Il apparut rapidement que les ressources d'un grand constructeur d'avions seraient nécessaires, la conception et la fabrication de l'avion furent donc attribués à Short déjà responsable de la conception et de la fabrication des flotteurs.

## Conception et développement
L'avion était un monoplan à aile basse, principalement de construction en bois. Les ailes grillagées avaient une forme elliptique inhabituelle, avec une corde moyenne et une épaisseur maximale à mi-portée de chaque côté se rétrécissant vers la base. Les deux longerons et les nervures en épicéa étaient recouvertes d'une fine feuille d'acajou, elle-même recouverte de soie. L'arrière de la section elliptique du fuselage était également de construction monocoque en bois avec deux couches de placage d'acajou appliqué sur un cadre et des longerons. La section avant était construite à partir de tubes d'acier recouverts de panneaux de duralumin. Les cylindres à l'air libre furent recouverts par de simples casques afin de minimiser la traînée aérodynamique tout en permettant une admission d'air suffisante pour refroidir le moteur. Le casque du cylindre le plus haut se poursuivait en arrière en un carénage qui incorporait le pare-brise et l'appuie-tête du pilote. Les flotteurs jumelés en duralumin étaient placés sous une paire d'entretoises profilées et haubanés par des câbles.

## Historique opérationnel
L'avion fut terminé le 18 avril 1927, équipé d'un moteur dégradé produisant 650 chevaux (480 kW) et avec une hélice en bois pour les essais initiaux. Les essais en vol à Rochester ayant été interdits par le ministère de l'Air, il effectua seulement des essais de roulage puis fut démonté et emmené à Felixstowe, où était basée la High Speed Flight RAF.
Les tests initiaux en vol furent effectués par un pilote australien, Bert Hinkler, qui demanda à Short d'agrandir le gouvernail avant l'essai. Le 4 mai, Hinkler pilota l'avion pour la première fois et atteignit une vitesse moyenne de 373 km/h sur un mile. Lors de l'amerrissage, Hinkler toucha l'eau avec son flotteur gauche, ce qui provoqua un début de virage et entraîna des dommages sévères au niveau des entretoises de flotteurs. Hinkler rapporta que l'avion souffrait d'importantes vibrations à plein régime, tout en admettant qu'il avait eu tort sur la modification de la surface du gouvernail. Mais le problème principal résidait dans un débit irrégulier de l'admission qui provoquait des coupures du moteur par intermittences.

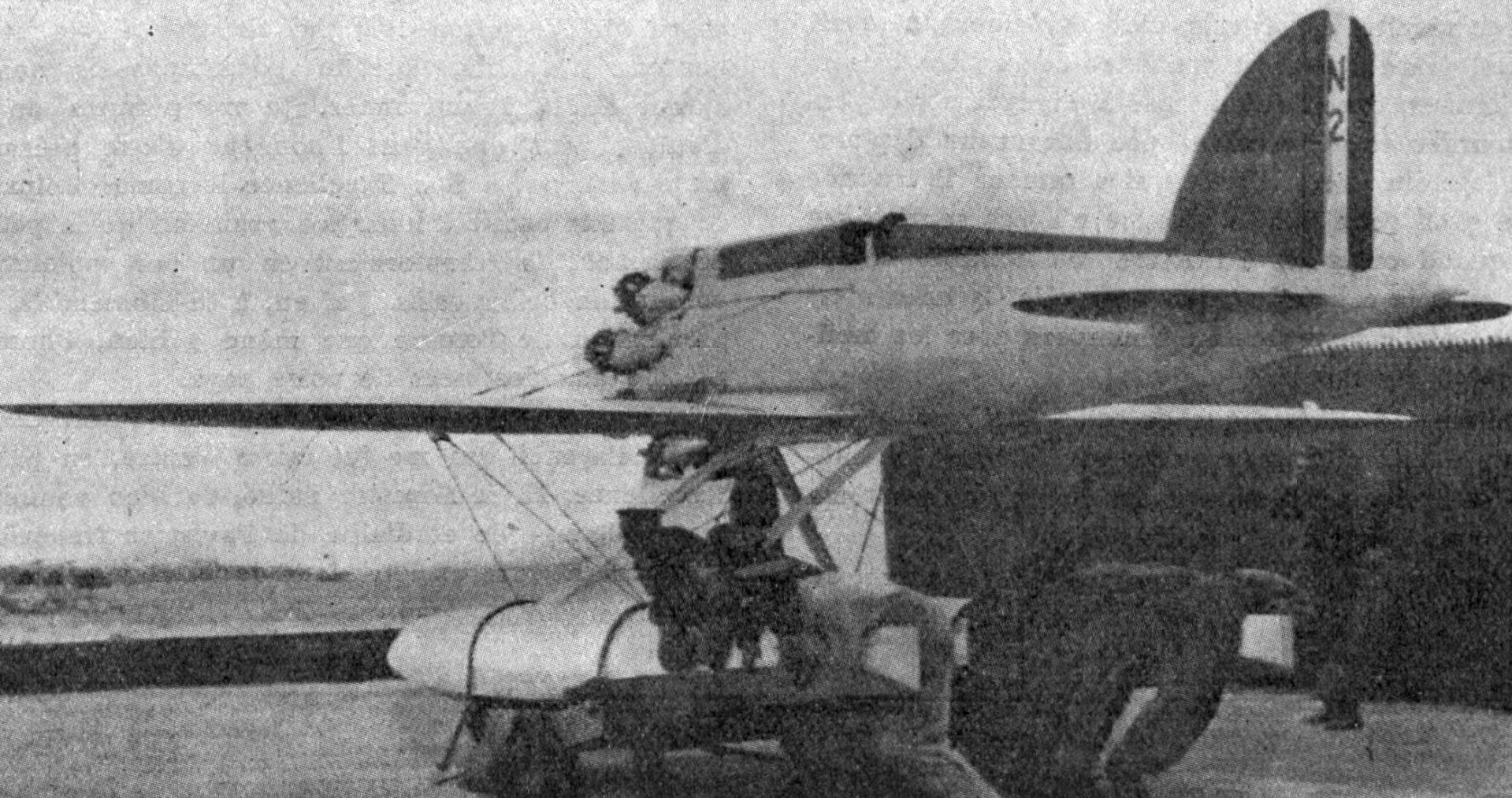
Short Crusader (septembre 1927)

Après la réparation des entretoises de flotteurs, la remise à la taille d'origine du gouvernail et d'autres modifications pour régler le problème d'admission, Hiddler effectua un deuxième vol. À la suite de quoi, l'avion fut formellement accepté par la RAF, et les marques RAF ainsi que le numéro de série furent peints sur la queue. Le premier pilote de la RAF à voler sur le Crusader fut le Flt, Lieut. S.N. Webster, qui décrivit son vol comme agréable, bien que le moteur ait toujours une tendance aux coupures. En juillet 1927 un certain nombre de modifications furent encore apportées. Un nouveau moteur fut installé couplé à une hélice bipale en duralumin forgé. Un réservoir d'essence supplémentaire prit également place dans le flotteur droit afin d'obtenir une autonomie suffisante pour terminer le parcours de la Coupe Schneider. Enfin, des bougies haute température furent utilisées et des améliorations furent également apportées aux entrées d'air pour tenter de remédier aux problèmes du moteur.

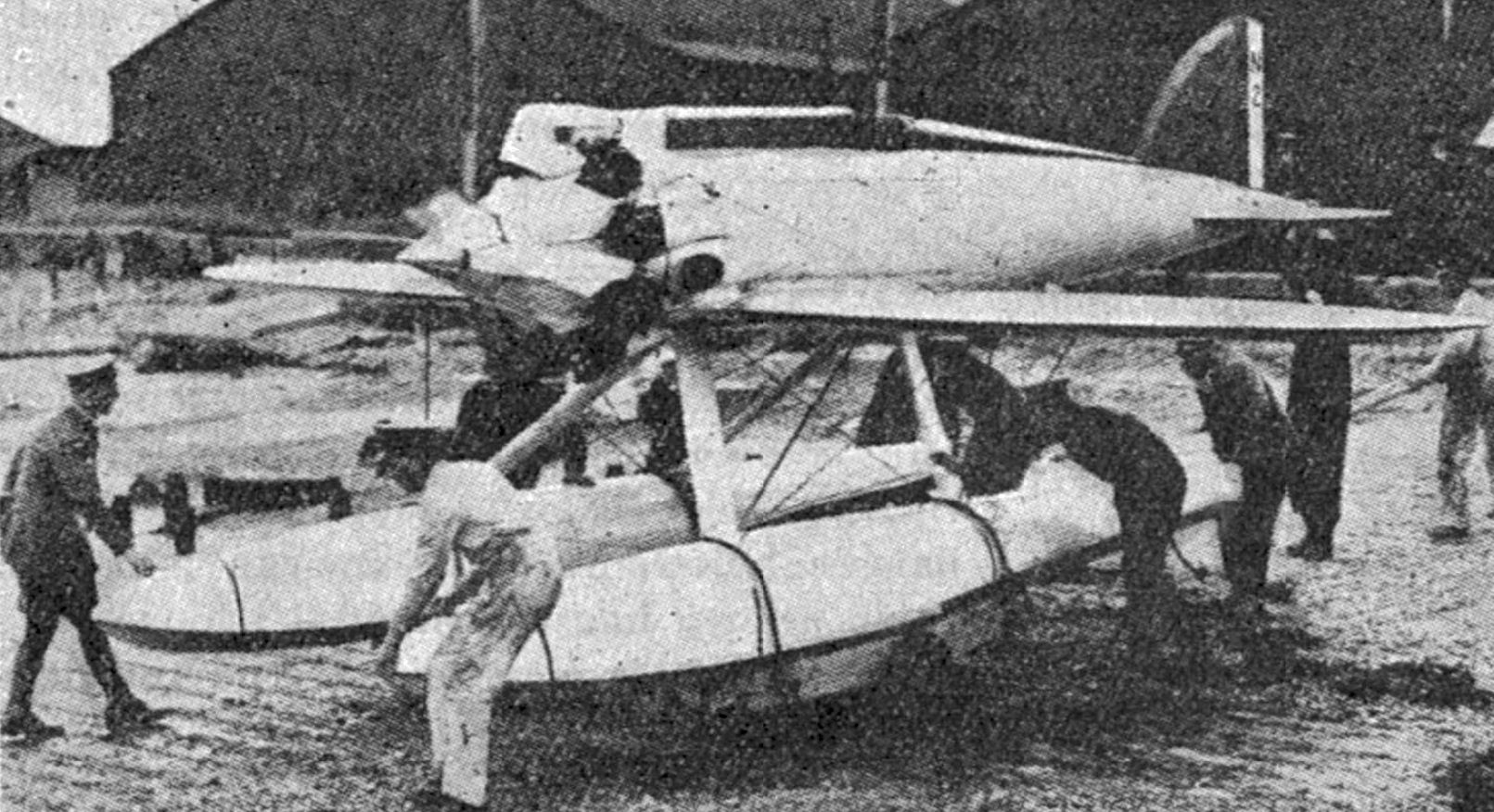
Mise à l'eau (septembre 1927)

À la mi-août, le Crusader fut finalement démonté et expédié à Venise, lieu où se tenait l'épreuve. Même équipé de son moteur de course, il se révéla plus lent que les autres avions engagés par la Grande-Bretagne, son rôle se limita donc à une utilisation d'avion d'entrainement. Le 11 septembre 1927, le Flt, Off. Schofield tenta de décoller sur l'appareil avec la charge de carburant au maximum, maintenant l'avion près de l'eau pour augmenter la vitesse. Traversant probablement une zone de température plus élevée causée par le temps chaud, l'aile droite se souleva brutalement. Schofield tenta de corriger la trajectoire, mais les câbles de contrôle se croisèrent lors de la manœuvre, inversant le mouvement voulu des ailerons. L'avion continua de rouler et percuta l'eau à une vitesse de 240 km/h. Le fuselage éclata en deux au niveau du cockpit et le pilote fut éjecté. Ce qui ne lui occasionna, heureusement, que de sérieuses ecchymoses. L'avion coula dans la lagune quelques secondes après. Il fut récupéré une semaine plus tard ce qui permit d'établir clairement la cause de l'accident. L'examen de l'épave révélant que le montage des commandes des ailerons avaient été croisées.

## Opérateur
Royaume-Uni
- Royal Air Force
- High Speed Flight RAF